# 杉山央
杉山 央（すぎやま おう）は、日本のアートイベントのプロデューサー。東京都出身。慶応義塾大学卒。新領域株式会社代表。2025年日本国際博覧会テーマ事業・シグネチャーパビリオン「いのちのあかし」計画統括ディレクター、2027年国際園芸博覧会テーマ事業館・展示ディレクター。
祖父（父方）は日本画家・日本芸術院会員の杉山寧、祖父（母方）は建築家の谷口吉郎、ともに文化勲章受章者である。伯父（父方）は小説家、劇作家、随筆家、評論家、政治活動家の三島由紀夫。

## 略歴

### 幼少期
東京都出身。親族に著名文化人が多く、家にはジョン・レノン、オノ・ヨーコ、イサム・ノグチなど様々な文化人が集うなど、日常生活のなかで文化人に囲まれて幼少期を過ごした。特に、同年齢であったショーン・レノンとは深い交友関係にあった。幼少期には、画家・猪熊弦一郎や、彫刻家・籔内佐斗司から美術を学び、自身の作家活動の第一歩を踏み出す。

### 学生時代
松濤幼稚園、慶應義塾幼稚舎、慶應義塾普通部、慶應義塾高等学校を経て、慶應義塾大学を卒業。メディアアーティストとして街を舞台に活動。移動体付随情報表示装置・フキダシステムを開発し、特許取得。フキダシステムは後に、AI、ディープラーニングを中心とする事業を展開する株式会社ABEJAのシステムに統合される。アーティスト活動期の仲間には、現在のチームラボ、ライゾマティクなどのメンバーがいる。

### キャリア
2000年から森ビル株式会社にて、六本木ヒルズの文化事業を手掛ける。2018年、猪子寿之が代表を務めるアート集団チームラボのアート作品を展示した「MORI Building DIGITAL ART MUSEUM: EPSON teamLab Borderless」の企画運営室長を務めた。「teamLab Borderless」は初年度から230万人の来館者を記録。来館者の訪日外国人割合は約50％に達し、160 ヵ国以上におよぶ世界の国・地域から多くの人々が訪問したことも功を奏して、米TIME誌の"世界で最も素晴らしい場所"にも選出された。その他、世界で最も優れた文化施設等におくられるTHEA Awards、日経優秀製品サービス賞 最優秀賞等、国内外から様々な賞を受賞。 2023年10月に開業した虎ノ門ヒルズ ステーションタワー内の新情報発信拠点 TOKYO NODEの企画運営や麻布台ヒルズ ギャラリー等を担当。TOKYO NODEの開館記念企画となる体験型展示を二企画連続でプロデュースした。2024年6月に森ビルから独立し、現在は新領域株式会社の代表として新施設やイベントなどのプロデュースを手掛ける。

## 主な活動
- 2018年 - MORI Building DIGITAL ART MUSEUM: EPSON teamLab Borderless[1] 企画運営室長
- 2020年 - 都市生活を楽しむためのアイディアを提案するメディア HILLS LIFE ｜GAME CHANGERSにて連載開始
- 2021年 - 2025年日本国際博覧会（大阪・関西万博） テーマ事業・シグネチャーパビリオン「いのちのあかし」（河瀨直美プロデューサー）計画統括ディレクター
- 2023年 - 虎ノ門ヒルズ ステーションタワー「TOKYO NODE」 開館記念企画 第一弾『Syn:身体感覚の新たな地平 by Rhizomatiks x ELEVENPLAY』エグゼクティブ プロデューサー
- 2023年 - 虎ノ門ヒルズ ステーションタワー「TOKYO NODE」 開館記念企画 第二弾『蜷川実花展 Eternity in a Moment 瞬きの中の永遠』エグゼクティブ プロデューサー
- 2023年 - 2027年国際園芸博覧会 テーマ事業館・展示ディレクター
- 2024年 - 8月2日〜18日の期間、葛西臨海水族園・葛西臨海公園にて、東京都主催イベント「海とつながる。アートをめぐる。― Harmony with Nature ―」のプロデューサー

## 家族・親族

### 父方
- 祖父・杉山寧（1909年10月20日 - 1993年10月20日）は、日本画家、日本芸術院会員、文化勲章受章者。三島由紀夫の岳父。抽象と写実を融合した二重構造による新たな作品世界が「造形主義」と評される。
- 伯父・三島由紀夫 (1925年生)- 小説家、劇作家、随筆家、評論家、政治活動家。戦後の日本文学界を代表する作家の一人であると同時に、ノーベル文学賞候補になるなど、日本語の枠を超え、日本国外においても広く認められた作家。『Esquire』誌の「世界の百人」に選ばれた初の日本人で、国際放送されたテレビ番組に初めて出演した日本人でもあり、代表作は小説に『仮面の告白』『潮騒』『金閣寺』『鏡子の家』『憂国』『豊饒の海』など、戯曲に『近代能楽集』『鹿鳴館』『サド侯爵夫人』などがある。修辞に富んだ絢爛豪華で詩的な文体、古典劇を基調にした人工性・構築性にあふれる唯美的な作風が特徴。晩年は政治的な傾向を強め、自衛隊に体験入隊し、民兵組織「楯の会」を結成。1970年11月25日、楯の会隊員4名と共に自衛隊市ヶ谷駐屯地（現・防衛省本省）を訪れ東部方面総監を監禁。バルコニーで蹶起を促す演説をしたのち、割腹自殺を遂げた。
- 父・杉山晋（1942年11月生）- ユニメックス株式会社社長、株式会社フローラ・インターナショナル代表取締役。慶応義塾大学法学部法律学科卒業。日本花輸出入協会会長

### 母方
- 曽祖父・谷口吉次郎 - 江戸時代に先代が興した九谷焼窯元「金陽堂」の主人。二度の渡欧歴があり、九谷焼を各地の万博に出品して受賞を重ね、日本の陶磁界の代表としてロンドンにも赴いた。「翠園」の雅号を持ち、絵や能、句作、囲碁などに親しみ、画家や工芸家の支援もした。
- 曽祖父・松井清足（1877年生-1948年没）- 建築家。名古屋出身で、1903年に東京帝国大学工科大学建築学科。（現・東京大学工学部建築学科）を卒業後、辰野葛西事務所の辰野金吾の下で東京駅の設計主任となったが、工法を巡って辰野と対立し、中途で海軍技師に転じ、晩年は大林組東京支店長や日本建築学会副会長を歴任した。
- 祖父・谷口吉郎（1904年生）- 建築家、文化勲章（1973年）受章。
- 祖母・絹子（1911年生）- 建築家・松井清足の次女。兄の松井汲夫はグラフィックデザイナー。
- 叔母・納屋真美子　（1933年1月19日生）- 14代千宗室二男・納屋嘉治（淡交社社長、同志社大学経済学部卒）の妻。女子美術大学芸術学部図案科卒業。娘・利美（同志社大学卒）の夫は永谷園創業者永谷嘉男の長男で同社元社長・永谷ホールデイングス現会長の永谷栄一郎（1954年生、慶應義塾大学経済学部卒）。
- 叔母・谷口久美（1947年生）- 兵庫県芦屋市出身。神戸海星女子学院中学校・高等学校を経て、関西学院大学文学部仏文科を卒業。在学中にパリ・ソルボンヌ大学留学。1975年、パリ・ディオール社に入社。後に東京にディオール極東事務所を開設。ディオールのプレスとして独創的なファッションイベントを手がけ、1990年、親会社であるLVMHモエ・ヘネシー・ルイ・ヴィトン本社社長の要請により日本支社の広報ディレクターを経て、LVMHウォッチ・ジュエリージャパン(株)の取締役、FREDのジェネラル・マネージャーに就任。現在は公益財団法人二期会理事、UNHCR協会顧問、クリスチャン・ディオール株式会社特別顧問。また声楽を勉強しながら、オペラ愛好家の集い「白金カンタービレ」を主宰。チャリティーコンサートやオペラ・ハイライトを企画、出演。2011年、35年以上に亘る、フランスのファッションビジネスへの貢献に対し、国家功労勲章を受勲。
- 叔父・谷口吉生（1937年生）- 建築家。モダニズム建築の作り手。1960年 慶應義塾大学工学部機械工学科を卒業。ハーバード大学デザイン大学院建築学専攻に進学。1979年に谷口吉郎建築設計研究所所長、谷口建築設計研究所所長などを歴任した。資生堂アートハウスの設計で1984年 日本建築学会賞、土門拳記念館（1983年）の設計で1984年 吉田五十八賞、東京都葛西臨海水族園（1989年）の設計で1990年 毎日芸術賞を受賞するなど受賞多数。専門メディアでも自作品解説など以外は登場回数が少なく、「作品主義」の建築家である。
- 母・杉山真紀子（1943年生）- 田園調布雙葉中学校・高等学校、慶應義塾大学文学部哲学科美学美術史学専攻卒業、東京藝術大学大学院美術研究科博士課程修了。東北芸術工科大学非常勤講師。MCC主宰にて世界・日本の博物館・美術館・図書館の展示と保存施設の設計・企画、害虫防除と駆除の実施とアドバイス、IPM実施、講演、展覧会企画、美術館系の翻訳・通訳、ISOの環境保全技術専門審査員など。1990年学術博士取得。1989～1991年カナダ国立文化財研究所（文化財の環境保全研究室・有害生物被害防除研究部研究員）。
- 姉・杉山絵美 - 料理家。ライフスタイルナビゲーター。慶応義塾大学卒業後イギリスに留学。英国王室御用達である、コンスタンス・スプライ・フラワースクールにてディプロマ取得。ケネス・ターナーに師事し、エリザベス女王主催の晩餐会の装飾のアシスタントなどを経験。帰国後、クリスチャン ディオールに広報として勤務する。2005年に独立し、PRエージェンシーSTEP inc.を設立。ラグジュアリーブランドのPRを手がける。2020年には株式会社FOOD LOSS BANKを友人と共同設立。

## 出演

### テレビ
- 「日経スペシャル ガイアの夜明け」東京大改造～世界一の都市へ～ (2023年11月24日、テレ東）

### ラジオ
- 真鍋大度が杉山 央と考える、東京発の新たな可能性。（2023年9月3日、SPINEAR (スピナー)）
- 三井不動産さんのPodcast『未来特区トーク 〜都市の未来を探索する〜』（2024年3月4日、Apple Podcast）

### 講演
- METAVERSE EXPO JAPAN 2022『メタバースで都市体験をどう拡張させていくのか』（2022年7月27日、Meta Platforms, Inc.）
- 新たな都市体験を生むために、いま必要な空間とはなにか「TOKYO NODE : OPEN LAB」レポート（ハード編）（2023年11月6日、TOKYO NODE）

- ソーシャルイシューギャラリー「SIGNAL」による『アート、まちづくり、ソーシャルデザイン』（2024年2月16日、TOKYO NODE）
- 5GMFミリ波普及推進ワークショップ/日本の産業技術最前線 Vol:3「リアルとデジタルをアートで接続するイベントにおける技術／IMAGICA EEX・森ビル」（2024年2月20日、株式会社 IMAGICA GROUP）
- 東京工芸大学大学院芸術学研究科主催　東京工芸大学100周年記念イベント2023 シンポジウム「テクノロジー×アートが創る未来」(2024年3月6日、東京工芸大学大学)

### 専門メディア
- 財務省　広報誌「ファイナンス」2月号 巻頭言《アーティストが切り開く、都市の可能性（杉山央）》

### ウェブメディア
2017年
- 杉山央（インタビュー）「好奇心と直感が武器。正解のない挑戦を楽しむ。」『日本のサラリーマン100選』、2017年2月20日。

2019年
- チームラボ×森ビルの仕掛け人が描く「東京の行方」杉山央氏（森ビル株式会社）【連載】テック×カルチャー 異能なる星々(4)
- 杉山央（インタビュー）「【インタビュー】不動産デベロッパー×クリエイター。芸術と文化で新たな街をデザインする、森ビルの挑戦。」『HELLO INNOVATION』、2019年1月25日。
- 杉山央（インタビュアー：錦光山雅子）「米誌が選ぶ東京新名所「チームラボ ボーダレス」の仕掛け人・杉山央とは何者か」『ニューズウィーク日本版』、2019年10月11日。

2020年
- 落合陽一×杉山 央（森ビル）「チームラボボーダレスという『不親切なミュージアム』が大成功した理由」（週プレNEWS、2020年1月）

2021年
- 杉山央（インタビュー）「「表現者に街を開放する」前代未聞のデジタルアートミュージアムの仕掛け人が描く夢」『森ビル公式note』、2021年4月28日。
- 日経イノベーションミートアップ「メディアアートの現在地 ～Media Ambition Tokyoから見える未来〜（2021年5月20日、日経渋谷センター)
- 杉山央 - #1, Media Art and Me （2021年7月23日・26日、THE eye. ）
- アート×テクノロジーの未来とは？（杉山央×脇田玲）  （2021年9月7日、電通報）
- 杉山央（インタビュアー：池井戸聡）「マイストーリー 伯父は三島由紀夫、祖父2人は文化勲章者　文化人一家に育った森ビル・杉山央さんが取り組む「虎ノ門・麻布台プロジェクト」」『東京新聞 TOKYO Web』、2021年9月12日。

2022年
- “落合陽一×杉山 央（森ビル）「日本の強みは『空間設計』と『盆栽感』」【後編】”. 週プレNEWS (2020年1月23日). 2022年8月21日閲覧。
- 杉山央（インタビュアー：早川洋平）「【INTERVIEW#25】世界最大規模のデジタルアートミュージアム │ 杉山央さん（森ビル 新領域企画部）【Talk.1】」『INTERVIEW│YOHEI HAYAKAWA』、2022年1月4日。
- 杉山央（インタビュアー：早川洋平）「【INTERVIEW#26】都市「東京」の可能性 │ 杉山央さん（森ビル 新領域企画部）【Talk.2】」『INTERVIEW│YOHEI HAYAKAWA』、2022年1月7日。2022年8月21日閲覧。
- 杉山央（インタビュアー：早川洋平）「【INTERVIEW#27】至高の空間│ 杉山央さん（森ビル 新領域企画部）【Talk.3】」『INTERVIEW│YOHEI HAYAKAWA』、2022年1月11日。
- 杉山央（インタビュアー：早川洋平）「【INTERVIEW#28】最も価値あるアドバイス │ 杉山央さん（森ビル 新領域企画部）【Talk.4】」『INTERVIEW│YOHEI HAYAKAWA』、2022年1月14日。
- 谷川じゅんじ; 杉山央（インタビュー）「持続性も参加者とつくり上げる。Media Ambition Tokyoの仕掛け人に学ぶアイデア実現のヒント」『HIP』、2022年3月28日。
- 杉山央; 深井厚志（インタビュー）「アートがあり、アーティストがいる街は、人に何をもたらすのか？」『Forbes JAPAN』、2022年8月5日。

2023年
- 建築家・重松健×アート企画プロデューサー・杉山央が語る、創造的な都市の景観（前編）(2023年12月26日、gemini)